# Петър Филев
Петър Филев е български търговец и общественик.

## Биография
Петър Филев е роден в град Охрид, тогава в Османската империя. При избухването на Балканската война в 1912 година е доброволец в Македоно-одринското опълчение в Сборна партизанска рота на МОО. След освобождаването на Охрид от сърбите, влиза в установеното временно българско управление. Взема участие в Охридско-Дебърското въстание в 1913 година срещу новите сръбски власти като един от организаторите на въстанието от ВМОРО.
На 17 септември 1913 година 20 души видни българи напускат града за Албания: учителите Никола Киров Майски, Иван Делов, Коста Лещаров, Иван Василев, Димитър Силянов, Александър Автов, Коста Климов, Евтим Янкулов, Атанас Каневчев, Климент Каневчев, Паско Пармаков, секретарят на българската митрополия Лев Огненов, Лев Кацков, търговците Иван Групчев, Петър Филев и Ахил Банджов.
През 1942 година Филев е член на Охридската общогражданска фондация „Свети Климент Охридски“, чиито цели са предимно благотворителни.